# Duvalia immaculata
Duvalia immaculata là một loài thực vật có hoa trong họ La bố ma. Loài này được (C.A.Lückh.) Bayer ex L.C.Leach mô tả khoa học đầu tiên năm 1989.